# Frontière entre la Russie et l'Union européenne
La frontière entre la Russie et l'Union européenne est la frontière délimitant les territoires voisins sur lesquels s'exerce la souveraineté de la Russie ou de l'un des États membres de l'Union européenne, en l'occurrence l'Estonie, la Finlande, la Lettonie, la Lituanie et la Pologne. Longue de 2 257 kilomètres depuis le 1er mai 2004, elle est constituée par les frontières russo-estonienne, russo-finlandaise, russo-lettone, russo-lituanienne et russo-polonaise, qui forment un tout discontinu.